# Siêu liên kết

Ví dụ về một siêu liên kết với một con trỏ chuột ở trên nó.

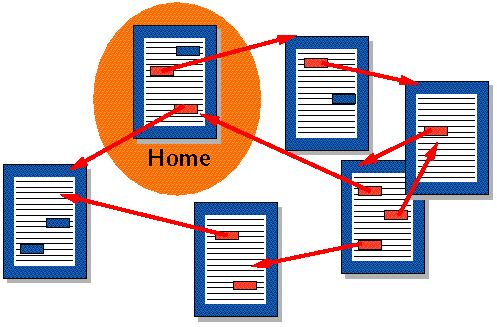
Các tài liệu kết nối với nhau bằng siêu liên kết.

Trong khoa học máy tính, siêu liên kết (tiếng Anh: hyperlink), hay đơn giản là liên kết (link), là một tham chiếu đến tài liệu mà người dùng có thể bấm vào. Một siêu liên kết trỏ đến toàn bộ tài liệu hoặc một phần tử cụ thể bên trong một tài liệu. Siêu văn bản là văn bản đi kèm siêu liên kết.  Văn bản được liên kết từ được gọi là văn bản liên kết. Một hệ thống phần mềm được sử dụng để xem và tạo siêu văn bản là một hệ thống siêu văn bản, và để tạo một siêu kết nối là phải tới siêu liên kết (hoặc đơn giản là liên kết). Người dùng theo dõi các siêu liên kết được cho là điều hướng hoặc duyệt qua siêu văn bản.
Tài liệu chứa siêu kết nối được gọi là tài liệu nguồn của nó. Ví dụ, trong một tác phẩm tham khảo trực tuyến như Wikipedia hoặc Google, nhiều từ và thuật ngữ trong văn bản được siêu liên kết với các định nghĩa của các thuật ngữ đó. Các siêu liên kết thường được sử dụng để thực hiện các cơ chế tham chiếu như mục lục, chú thích cuối trang, thư mục, chỉ mục, chữ cái và bảng chú giải.
Trong một số siêu văn bản, các siêu liên kết có thể có hai chiều: chúng có thể đi theo hai hướng, do đó, cả hai đầu đều hoạt động như các mỏ neo và là mục tiêu. Tồn tại nhiều cách sắp xếp phức tạp hơn, chẳng hạn như liên kết nhiều-nhiều.
Hiệu quả của việc theo dõi một siêu liên kết có thể thay đổi theo hệ thống siêu văn bản và đôi khi có thể phụ thuộc vào chính liên kết đó; ví dụ: trên World Wide Web, hầu hết các siêu liên kết khiến tài liệu đích thay thế tài liệu đang được hiển thị, nhưng một số được đánh dấu để khiến tài liệu đích mở trong cửa sổ mới (hoặc, có lẽ, trong tab mới). Một khả năng khác là chuyển đổi, mà mục tiêu liên kết là một đoạn tài liệu thay thế liên kết liên kết trong tài liệu nguồn. Không chỉ những người duyệt tài liệu mới theo dõi các siêu liên kết. Các siêu liên kết này cũng có thể được theo dõi tự động bởi các chương trình. Một chương trình mà đi qua các siêu văn bản, sau mỗi siêu liên kết và thu thập tất cả các tài liệu lấy được biết đến như một Web spider hoặc crawler.

## Các loại liên kết

### Liên kết nội tuyến
Một liên kết nội tuyến hiển thị nội dung từ xa mà không cần nhúng nội dung. Nội dung từ xa có thể được truy cập có hoặc không có người dùng chọn liên kết.
Một liên kết nội tuyến có thể hiển thị phiên bản sửa đổi của nội dung; ví dụ: thay vì hình ảnh, hình thu nhỏ, bản xem trước có độ phân giải thấp, phần bị cắt hoặc phần được phóng to có thể được hiển thị. Nội dung đầy đủ sau đó thường được cung cấp theo yêu cầu, như trường hợp của phần mềm xuất bản in - ví dụ: với một liên kết bên ngoài. Điều này cho phép kích thước tệp nhỏ hơn và phản ứng nhanh hơn với các thay đổi khi không cần nội dung được liên kết đầy đủ, như trường hợp sắp xếp lại bố cục trang.

### Neo (Anchor)
Siêu liên kết neo là một liên kết được liên kết với một phần của tài liệu — nói chung là văn bản, mặc dù không nhất thiết. Ví dụ, nó cũng có thể là một vùng nóng trong hình ảnh (bản đồ hình ảnh trong HTML), một phần được chỉ định, thường là bất thường của hình ảnh. Một cách để xác định nó là bằng một danh sách các tọa độ cho biết ranh giới của nó. Ví dụ: một bản đồ chính trị của Châu Phi có thể có mỗi quốc gia được siêu liên kết để cung cấp thêm thông tin về quốc gia đó. Một giao diện vùng nóng vô hình riêng biệt cho phép hoán đổi da hoặc nhãn trong các vùng nóng được liên kết mà không cần nhúng lặp lại các liên kết trong các phần tử da khác nhau.

### Liên kết béo
Liên kết béo (còn được gọi là liên kết "một-nhiều", "liên kết mở rộng" hoặc "liên kết nhiều đuôi") là một siêu liên kết dẫn đến nhiều điểm cuối; liên kết là một hàm đa trị.

## Sử dụng trong các công nghệ khác nhau

### HTML
Tim Berners-Lee đã nhìn thấy khả năng sử dụng siêu liên kết để liên kết bất kỳ thông tin nào với bất kỳ thông tin nào khác trên Internet. Do đó, các siêu liên kết là một phần không thể thiếu trong việc tạo ra World Wide Web. Các trang web được viết bằng ngôn ngữ đánh dấu siêu văn bản HTML.

Đây là siêu liên kết đến trang chủ của tổ chức W3C có thể trông như thế nào trong mã HTML:
```
<
a
 
href
=
"http://www.w3.org"
>
W3C organization website
</
a
>

```

Mã HTML này bao gồm một số thẻ:
- Siêu liên kết bắt đầu bằng thẻ mở liên kết <a và bao gồm tham chiếu siêu liên kết href = "http://www.w3.org" tới URL của trang. (Lưu ý rằng URL được đặt trong dấu ngoặc kép.)
- Theo sau URL là >, đánh dấu phần cuối của thẻ mở liên kết.
- Các từ theo sau xác định những gì đang được liên kết; đây là phần duy nhất của mã thường hiển thị trên màn hình khi trang được hiển thị, nhưng khi con trỏ di chuột qua liên kết, nhiều trình duyệt hiển thị URL đích ở đâu đó trên màn hình, chẳng hạn như ở góc dưới bên trái.
- Thông thường, những từ này được gạch chân và tô màu (ví dụ: màu xanh lam cho một liên kết chưa được truy cập và màu tím cho một liên kết đã được truy cập).
- Thẻ đóng liên kết (</a>) kết thúc mã siêu liên kết.
- Thẻ <a> cũng có thể bao gồm các thuộc tính khác nhau như thuộc tính "rel" chỉ định mối quan hệ giữa tài liệu hiện tại và tài liệu được liên kết.

Webgraph là một đồ thị, được hình thành từ các trang web dưới dạng đỉnh và siêu liên kết, như các cạnh có hướng.

### XLink: siêu liên kết
Khuyến nghị W3C được gọi là XLink mô tả các siêu liên kết cung cấp mức độ chức năng cao hơn nhiều so với các siêu liên kết được cung cấp trong HTML. Các liên kết mở rộng này có thể đa hướng, liên kết từ, bên trong và giữa các tài liệu XML. Nó cũng có thể mô tả các liên kết đơn giản, đơn hướng và do đó không cung cấp nhiều chức năng hơn các siêu liên kết trong HTML.

### Wiki
Mặc dù wiki có thể sử dụng các siêu liên kết kiểu HTML, nhưng việc sử dụng wiki markup, một tập hợp các ngôn ngữ đánh dấu nhẹ dành riêng cho wiki, cung cấp cú pháp đơn giản để liên kết các trang trong môi trường wiki — nói cách khác, để tạo các wiki.
Cú pháp và hình thức của các liên kết wikilinks có thể khác nhau. Phần mềm wiki ban đầu của Ward Cunningham, WikiWikiWeb đã sử dụng CamelCase cho mục đích này. CamelCase cũng đã được sử dụng trong phiên bản đầu tiên của Wikipedia và vẫn được sử dụng trong một số wiki, chẳng hạn như TiddlyWiki, Trac và PmWiki. Cú pháp đánh dấu phổ biến là sử dụng dấu ngoặc vuông kép xung quanh thuật ngữ được liên kết wikilink. Ví dụ: đầu vào " [[ngựa vằn]] " được phần mềm wiki chuyển đổi bằng cách sử dụng cú pháp đánh dấu này thành liên kết đến một bài báo về ngựa vằn. Các siêu liên kết được sử dụng trong wiki thường được phân loại như sau:
- Các liên kết wiki nội bộ hoặc liên kết intrawiki dẫn đến các trang trong cùng một trang web wiki.
- Các liên kết interwiki là các siêu liên kết đánh dấu được đơn giản hóa dẫn đến các trang của wiki khác được liên kết với wiki đầu tiên.
- Các liên kết bên ngoài dẫn đến các trang web khác (những trang không nằm trong hai trường hợp trên, wiki hoặc không phải wiki).

Các liên kết wikilink khác biệt rõ ràng với các văn bản khác và nếu một liên kết nội bộ dẫn đến một trang chưa tồn tại, nó thường có một giao diện trực quan cụ thể khác. Ví dụ, trong Wikipedia wikilink được hiển thị bằng màu xanh lam, ngoại trừ những liên kết đến các trang chưa tồn tại, thay vào đó được hiển thị bằng màu đỏ. Một khả năng khác để liên kết là hiển thị một dấu hỏi có thể nhấp được đánh dấu sau cụm từ liên kết wikilink.